# Puseyia
Puseyia is een geslacht van vlinders van de familie houtboorders (Cossidae).

## Soorten
- P. ban Dyar, 1937
- P. hiscelis Dyar, 1937
- P. puseyiae Dyar, 1937